# Glarus
Glarus (Njemački: Glarus, Francuski: Glaris,  ili Latinski: Claruna) je grad u Švicarskoj i glavni grad kantona Glarusa.
- Panorama grada
- Landsgemeindeplatz (glavni trg)

## Vanjske poveznice
- (njem.) Grad Glarus, službene stranice.